# Kelly Fisher
Kelly Teresa Fisher MBE (* 25. August 1978 in Pontefract) ist eine professionelle, englische Poolbillard- und ehemalige English Billiards und Snookerspielerin und fünffache Snooker- und zweifache English-Billiards-Weltmeisterin. Sie ist nicht verwandt mit Allison Fisher und Mandy Fisher.

## Karriere
Fisher wuchs in South Elmsall auf, nahe ihrem Geburtsort Pontefract, West Yorkshire. Am Pooltisch im Pub ihrer Eltern erlernte sie das Billardspiel, wechselte im Alter von 13 Jahren zum Snooker und war mit 21 bereits Weltranglistenerste für zwei aufeinanderfolgende Jahre.
Fisher gewann die Snookerweltmeisterschaft der Frauen erstmals von 1998 bis 2000, und dann erneut 2002 und 2003. Im gleichen Zeitraum spielte sie auch English Billiards und wurde dort 2001 und 2003 Weltmeisterin, 1999 und 2002 Vizeweltmeisterin. 2003 war sie damit Doppelweltmeisterin. Danach wechselte sie aus finanziellen Gründen in den professionellen Poolbillardsport, weil dort höhere Preisgelder ausgegeben werden.
2001 gewann sie mit den British Open, Belgian Open, LG-Cup und der UK Championship vier Turniere hintereinander, und konnte bis Oktober 2002 dies Zahl auf 10 erweitern als sie erneut den LG-Cup gewann.
Sie erreichte jedes Finale der European Ladies' Championship, verlor nur einmal gegen die ehemalige West Yorkshire (Batley) Champion Shakeel Kamal. 2003 gewann Fisher ihre erste IBSF-Weltmeisterschaft der Damen.
Als der Sport-Dachverband 2003 seine Unterstützung der Frauen-Spiele absagte und sich von allen Hauptturnieren zurückzog, stand Fisher vor der Entscheidung, sich entweder eine Vollzeitarbeit zu suchen oder in den professionellen Poolbillardbetrieb zu wechseln. Sie entschied sich für Pool, zog in die USA und spielte sogleich auf der Women’s Professional Billiard Association (WPBA) 9-Ball Tour, und tat es damit ihren beiden Landsmänninnen Allison Fisher und Karen Corr gleich, beide ebenfalls ehemalige Snookerspielerinnen.
Nachdem Fisher für zwei Jahre unter den Top 10-Spielerinnen der Frauen geführt wurde, gewann sie dreimal hintereinander von 2005 bis 2007 die San Diego Classic  und wurde im August 2008 als No. 1 der Frauen-Weltrangliste geführt, nachdem sie auch die US Open Championship gewann. Seitdem gewann sie in der Damen-Liga das International Tournament of Champions (IToC) 2009, 2010, 2013 und 2015, die US Open, 2011 die 10-Ball WM, 2012 die WPA 9-Ball WM und wurde im selben Jahr zum „WPA Player of the Year“ gekürt, 2013 folgte der nächste WPA 9-Ball WM Titel.
Im Rahmen der New Year Honours 2024 wurde Fisher für ihre „Verdienste um den Sport“ als Member des Order of the British Empire (MBE) ausgezeichnet.

## Erfolge
So weit nicht anders vermerkt beziehen sich die Angaben auf den 1. Platz in der „Women's Division“.

### Snooker

#### Pro
- Connie Gough Memorial: 1994, 1999
- James Brooks Classic: 1994, 1997
- Academy Fork Lift: 1995
- Halstead Ladies Classic: 1995
- M-Tech Ladies Classic: 1995
- Bailey Homes: 1996
- Ladies Regal Scottish: 1996, 1998, 1999, 2002
- Ladies Regal Welsh: 1996, 2002, 2003
- Applecentre Classic: 1996
- Grand Prix (Ladies): 1998
- Embassy World Ladies Snooker Championship: 1998, 1999, 2000, 2002, 2003
- Ladies British Open: 1999, 2000, 2001, 2002
- Ladies UK Championship: 1999, 2000, 2001, 2002
- National Championship: 1999
- Connie Gough National: 2000, 2001, 2002, 2003
- Consultex Belgium Open: 2000
- Ladies Regal Masters: 2000
- European Ranking Event: 2001, 2002
- LG Cup (Ladies): 2001, 2002
- Scottish Ladies Championship: 2002
- China Billiard & Snooker Association Championship: 2012[11]

#### Amateur
- EBSA European Ladies Championship: 1996, 1997, 1999, 2000, 2001, 2002, 2003
- IBSF World Ladies Championship: 2003
- Home Internationals: 2002, 2003 (with team England)

### English Billiards
- Embassy World Ladies Billiards Championship: 2001, 2003

### Pool
- WPBA San Diego Class: 2005, 2006, 2007[11]
- WPBA Pacific Coast Classic: 2005, 2006, 2007, 2008[11]
- WPBA U.S. Open 9-Ball Championships: 2008[11]
- WPBA Player of the Year, 2008[11]
- International Tournament of Champions (9-Ball): 2009[11]
- WPBA US Open (9-Ball): 2009[11]
- International Tournament of Champions (9-Ball): 2010[11]
- Yalin World 10-ball Championship: 2011[11]
- WPA Women's World Nine-ball Championship: 2012[11]
- WPA World Championship: 2012[11]
- China Open: 2012[11]
- WPA Player of the Year: 2012[11]
- Bronze medallist, World Games (9-Ball)[11][13][14]
- International Tournament of Champions (9-Ball): 2013[11]
- Amway Cup: 2013[11]
- International Tournament of Champions (9-Ball): 2014[15]